# Quia Emptores
Quia Emptores nel Regno d'Inghilterra del 1290, (dal latino medievale "perché gli acquirenti", l'incipit del writ o documento) è stato uno statuto approvato con Edoardo I d'Inghilterra che ha impedito ai tenutari di un fondo feudale di alienare le loro terre ad altri, per sub-infeudazione, richiedendo invece a tutti gli inquilini che desideravano alienare la loro terra di farlo mediante la sostituzione. "Quia Emptores", abbinato insieme con lo statuto di Quo warranto, aveva lo scopo di risolvere le dispute di proprietà della terra e le conseguenti difficoltà finanziarie provocate dal declino del tradizionale sistema feudale durante il Pieno Medioevo.

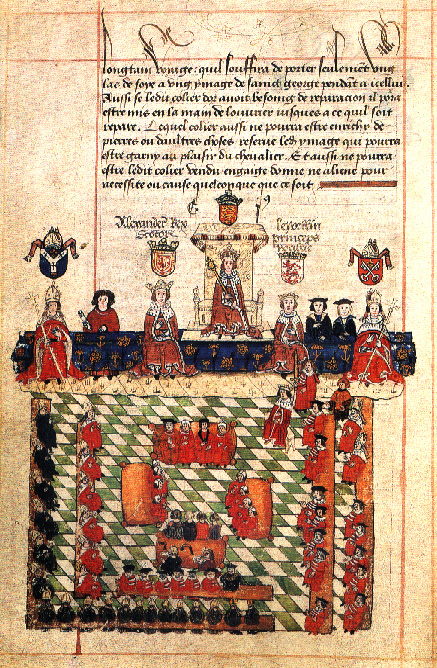
Parlamento che approvò lo statuto Quia Emptores nel 1290

## Sfondo
Siccome non c'era stata alcuna ricognizione riguardante i titoli di godimento dei terreni sino al Domesday Book di Guglielmo il Conquistatore nel 1086, gli altri diritti che davano titolo al possesso della terra erano incerti e in molti casi davano luogo a dispute.
Inoltre, i liberi affittuari/tenutari erano in grado di concedere ad altri la loro terra, in modo che il signore (Lord) locale non aveva alcun potere sopra il subconduttore per raccogliere le tasse o imporre dazi feudali, una pratica nota come alienazione.
"Quia Emptores" stabiliva che, quando la terra è stata alienata, l'acquirente autorizzato era tenuta ad assumere tutte le tasse e obblighi feudali dell'affittuario originale, cioè mediante sostituzione.
Ponendo termine efficacemente alla pratica di subinfeudamento, la Quia Emptores affrettò la fine del feudalesimo in Inghilterra, che di per sé era già in declino da tempo.
Le rendite da affitti e le vendite definitive di terra sempre più presero il posto di obblighi feudali diretti che erano divenuti di fatto impraticabili e superati da "Quia Emptores".
Questo ha dato origine alla pratica della livery and maintenance (donazione e manutenzione) o "feudalesimo bastardo", il possesso e il controllo da parte della nobiltà di terra, denaro, soldati e servitori tramite i salari diretti, vendite di terreni e pagamenti di affitto.
Tale era a sua volta una delle cause della Guerra delle due rose, le guerre civili inglesi combattute dal Casato di York e dal Casato dei Lancaster per il controllo della Corona inglese dal 1455 al 1485.
Nella metà del XV secolo la nobiltà principale, in particolare i Casati di York e Lancaster, erano in grado di riunire i latifondi, considerevoli somme di denaro e grandi eserciti privati di leva attraverso pratiche di gestione dei terreni dopo la "Quia Emptores" e vendita diretta di tenute.
Le due casate nobiliari crebbero così più potenti della Corona reale stessa, con le conseguenti guerre tra le due casate per il controllo del Regno.

## Attualmente
In definitiva lo statuto della "Quia Emptores" e "Quo Warranto" divenne il fondamento della moderna legge immobiliare e riguardo alle relazioni tra proprietario/affittuario.
La sua sola abrogazione è stata in Irlanda con la Land and Conveyancing Law Reform Act, nel 2009.